# べにばなGO

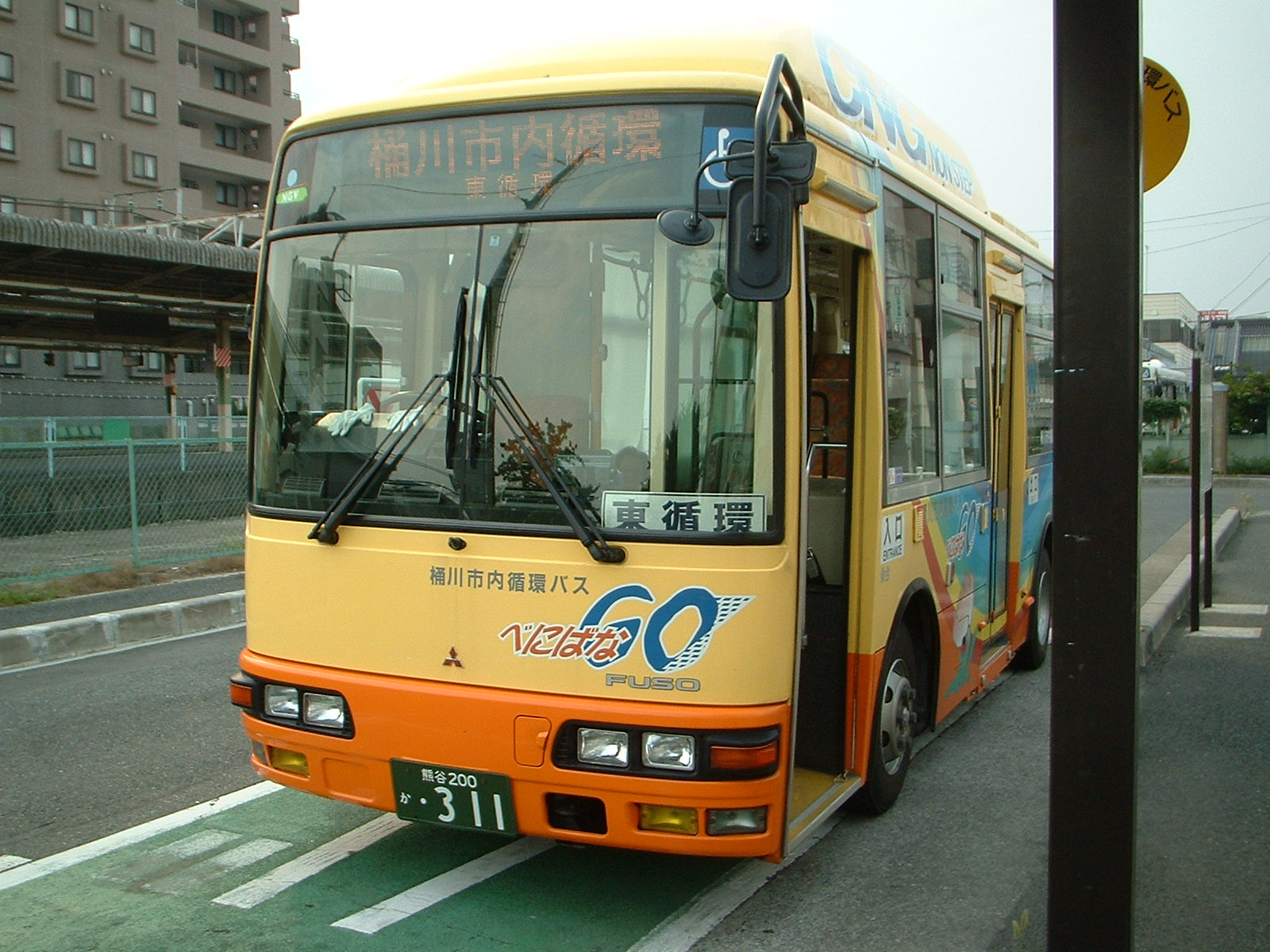
べにばなGOの車両（三菱ふそう・エアロミディME）

べにばなGO（べにばなごう）は埼玉県桶川市が委託・運営しているコミュニティバスである「桶川市内循環バス」の愛称である。

## 概要
2000年11月に運行が開始された。全ての路線が桶川駅東口、桶川駅西口を起点および終点として運行されている。普段運行している4台は低公害性、静粛性に優れたCNG（圧縮天然ガス）を使用している。なお、車検などで別の車が運用に入った場合にはこの限りではない。
2007年末から2008年初めにかけて、乗車200万人の達成を記念してべにばなGOのチョロQが発売された。
2016年8月1日および2018年5月1日にダイヤ改正が実施された。
2020年7月1日には大規模な路線再編が行われ、運行系統が細分化された。

## 担当事業者と車両
べにばなGOの路線のうち、西10・11系統のみ川越観光バスが担当し、それ以外は協同バス（旧：協同観光バス）が担当する。
車両は専用塗装である。運行開始当初は委託先のバスの塗装で運行していたが、すぐに愛称とバスの塗装が公募された。
川越観光バス担当路線では、中型車のいすゞ・エルガミオ（ノンステップ）を1台導入している。過去には日産ディーゼル・スペースランナーRMを使用していたが、その後はべにばなGOの運用を離れ、一般路線に充当された。
協同バス担当路線では、小型車の三菱ふそう・エアロミディMEを3台導入した。協同バスの関連会社である株式会社協同によるCNG改造車である。
点検などでその他の車両が代走することもある。川越観光バスの場合は一般的な路線車、協同観光バスの場合は予備車の日野・リエッセ（トップドア、協同によるCNG改造車）が運用に入ることが多い。なおどちらも専用塗装ではない。

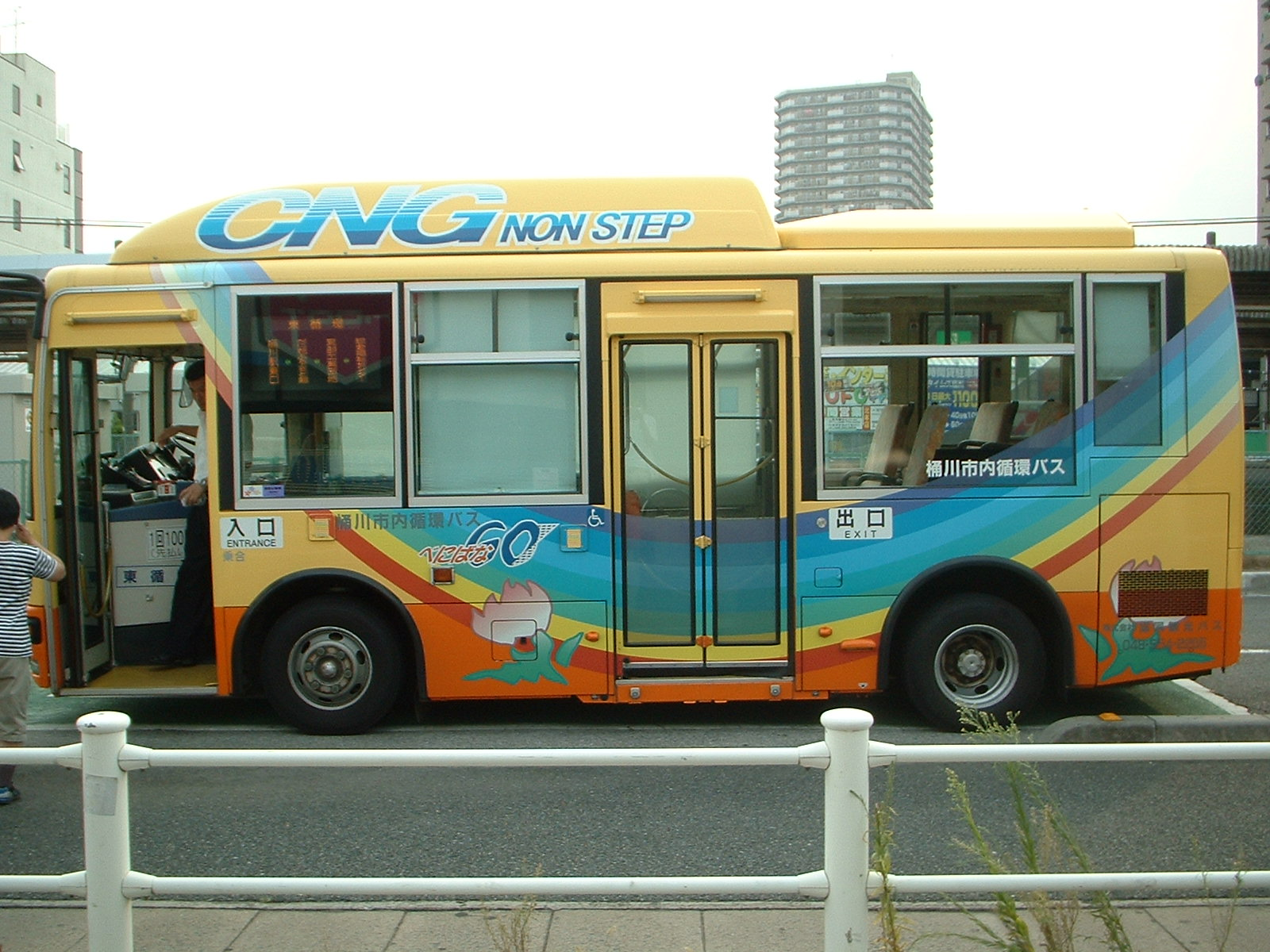
東循環
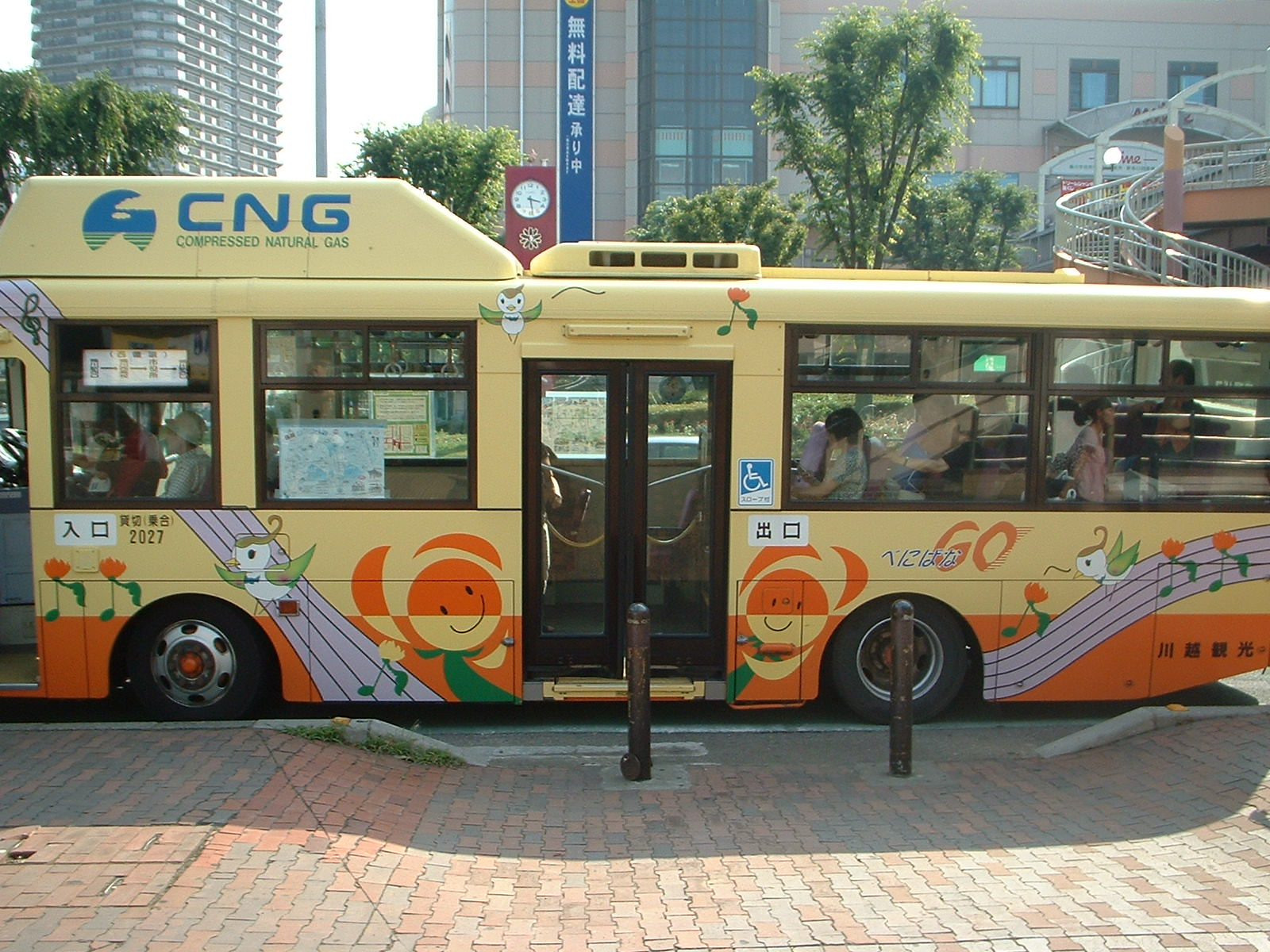
西循環（過去の車両）
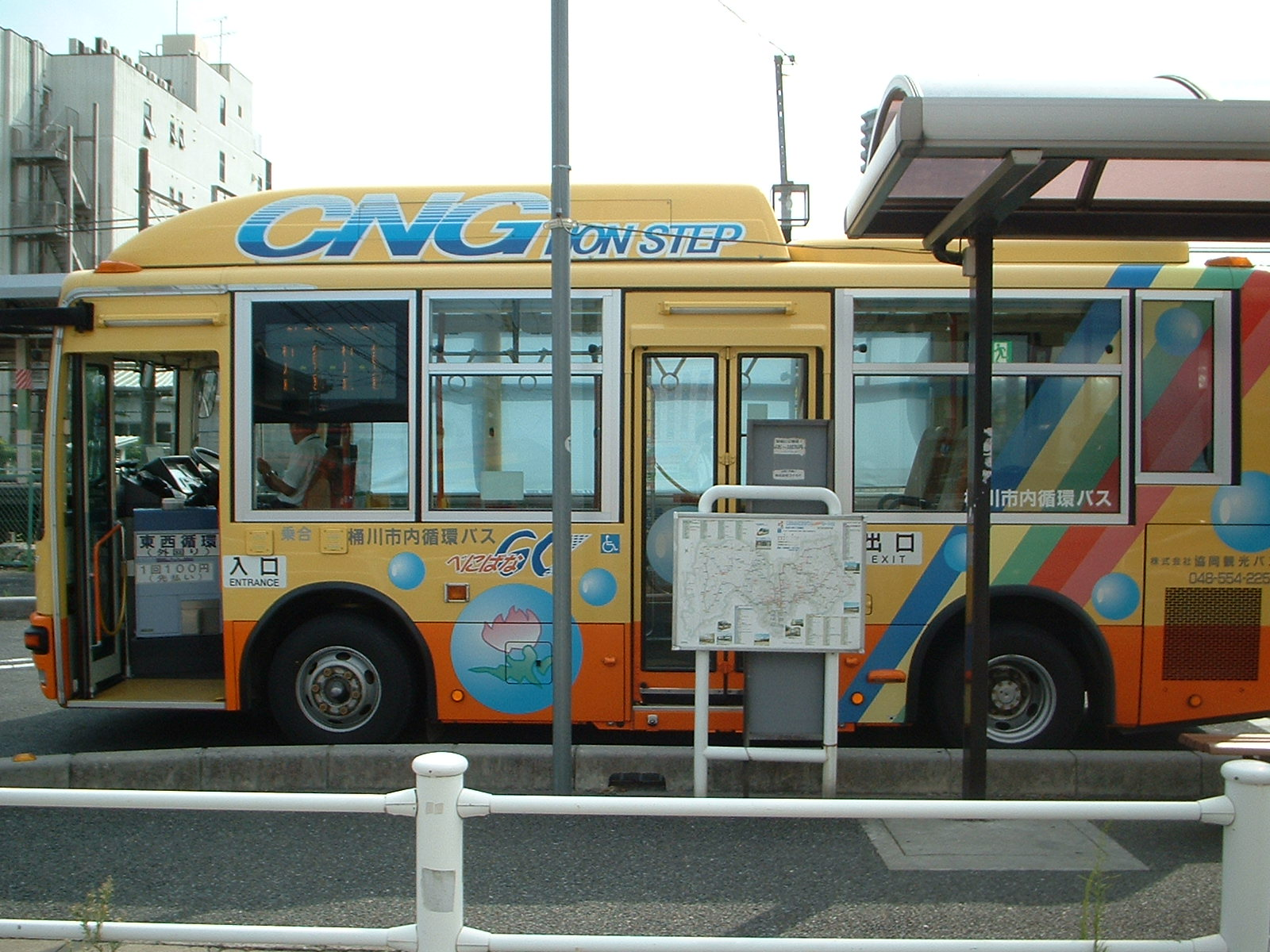
東西循環外回り
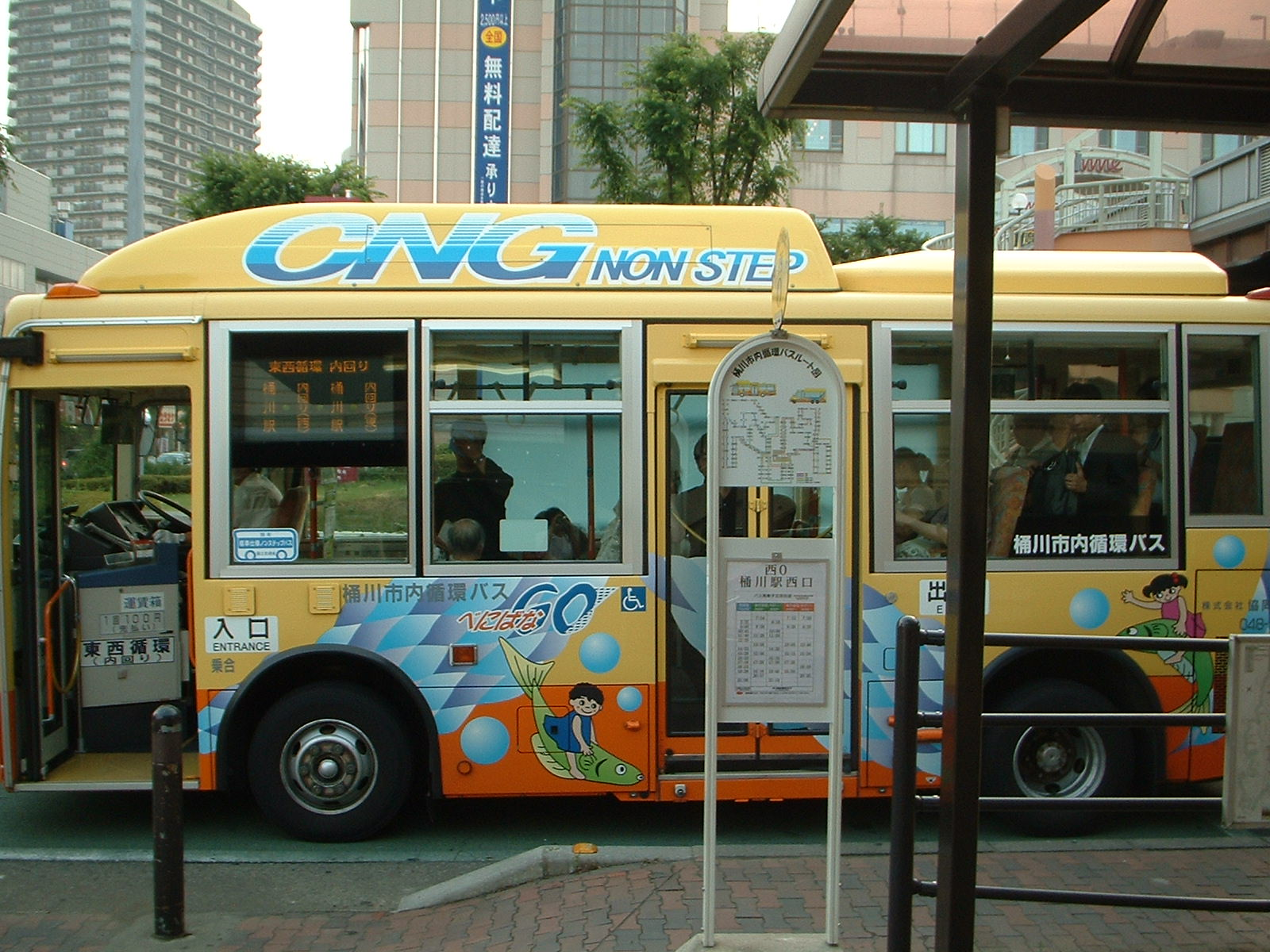
東西循環内回り

## 利用方法

### 運賃
均一料金制が取られており、区分により3段階の運賃額が設定されている。（2020年7月1日改定）
川越観光担当路線のみPASMO・Suica等のICカード乗車券が利用できる。
かぎ括弧内は、市公式サイトで用いられている区分の名称である。
- 200円…下記のいずれにも該当しない『大人』
- 100円…無料に該当しない小学生以下の『小児』、75歳以上の『高齢者』（後期高齢者医療被保険者証を提示した者）
- 無料…1歳未満の『乳児』、有料乗車者に同伴する2人までの6歳未満の『幼児』、『障害者及び介護者』（障害者手帳を提示した者と同伴する1人まで）

### 乗り継ぎ割引
桶川市内循環バス同士の乗り継ぎ割引は廃止された。
上尾市内循環バスの『大石桶川線』との乗り継ぎの場合は、乗継乗車券の提示により後から利用した路線が100円割り引かれる。

### 乗り降り
バスは中央の扉から入り、前方の扉から降りる。

### 運行間隔
西10・11、東10は一時間に一本の間隔で来る。
その他は一部を除いて概ね2〜3時間に1本の間隔で来る。

## 路線
以下を参照のこと。(桶川市公式)
・
・

## バス停

### 名称

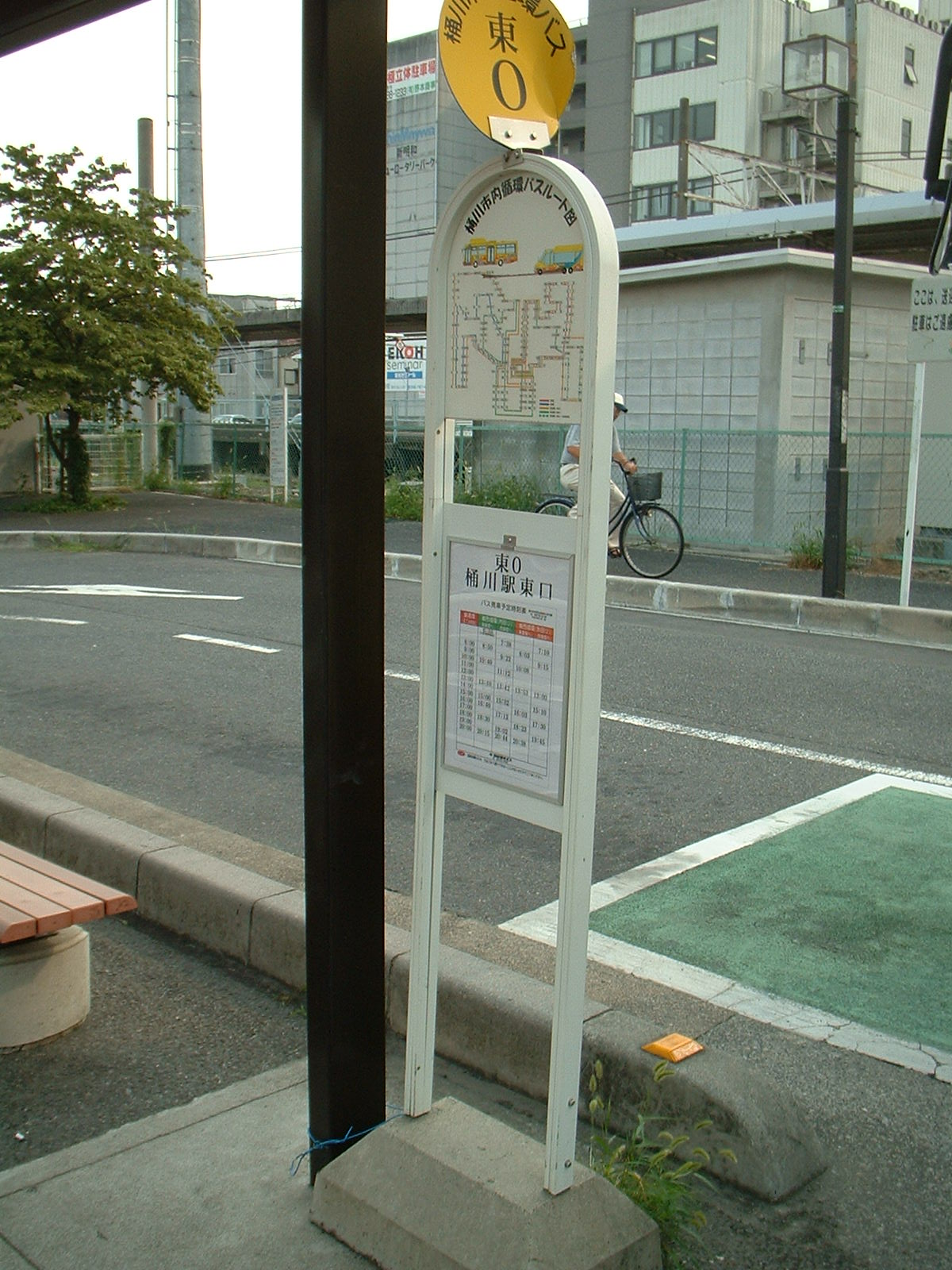
発着の拠点になる桶川駅東口

命名規則は、「(東 or 西) + (起点から順に振られた番号) + (近くにある施設や地区名などからつけられた名称)」となっている。起点、終点である桶川駅東口は「東0」、桶川駅西口は「西0」。主に内回りが停車するバス停は100番台になっている。また新たに追加されたバス停にはその前の番号にハイフンをつけ「-の2」、「-の3」としている。例：東20→東20-2→東20-3→東21
「北小学校入口」は桶川北小学校が桶川小学校となったことから「桶川小学校入口」に変更された。また、「三菱マテリアル前」は子会社のMMCスーパーアロイが日立金属MMCスーパーアロイに社名が変更されたことから、「日立金属MMCスーパーアロイ前」に変更された。
2015年1月1日には、バス停移設のため「しろがね幼稚園前」は「天神交差点」、「天神入口」は「坂田加納団地入口」となり、公共施設移設のため「日出谷保育所前」が「ふるさとホーム桶川前」に、「分庁舎前」が「市役所仮設庁舎前」に、「市役所前」が「べにばな陸橋下」に変更された。
2016年8月1日には、西10-2 - 西10-4、東41-2、東100-2 - 東100-5が新設されたほか、「二ツ家踏切」は「二ツ家」（踏切廃止による）、「三国コカ・コーラ前」は「コカ・コーライーストジャパン前」（社名変更による）、「坂田交番前」は「おけがわ団地西」（バス停移設による）にそれぞれ変更された。
2018年5月1日には、市役所新庁舎使用開始のため「べにばな陸橋下」が「市役所前」、「市役所仮設庁舎前」が「日出谷保育所前」に変更されたほか、東22の「坂田加納団地入口」が「べに花ふるさと館」に、「コカ・コーライーストジャパン前」が「コカ・コーラ前」 （社名変更による）、「上日出谷原新田トーハン前」が「トーハン前」に変更された。

### 形状

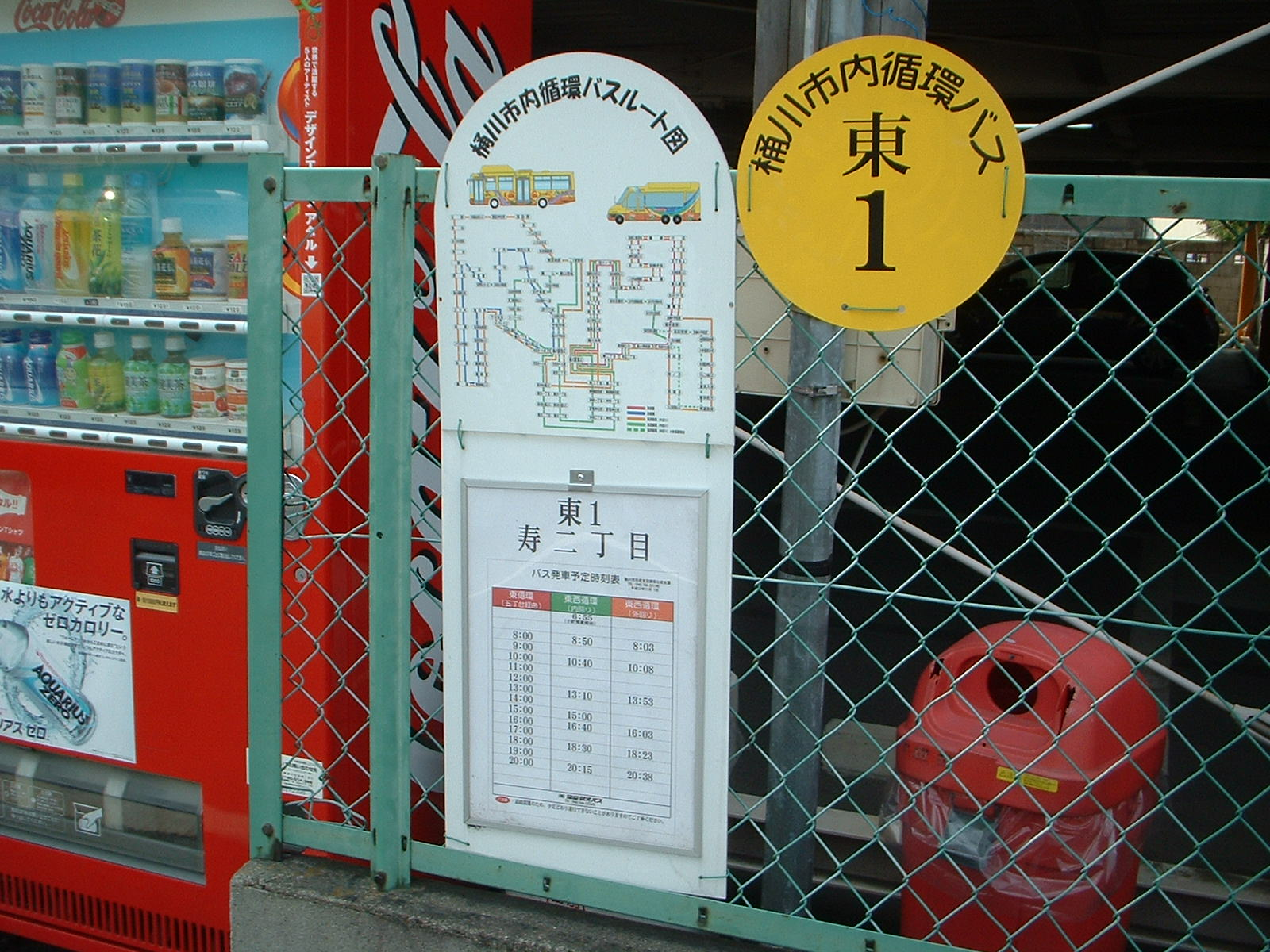
特殊な例

コンクリートを土台として上に黄色い丸い板があり、そこにバス停の番号が表示されている。下にバス停の名称が書かれていて、時刻表が設置されている。現在ではその上に路線図も設置されている。
交通量が多く、道幅が狭い場所に設置されている場合は土台がなく、フェンスなどにくくりつけられているものもある。

### バス停一覧
東側
- 東0 桶川駅東口（おけがわえきひがしぐち）
- 東1 寿二丁目（ことぶきにちょうめ）
- 東2 末広二丁目（すえひろにちょうめ）
- 東3 総合福祉センター（そうごうふくしせんたー）
- 東4 東小学校前（ひがししょうがっこうまえ）
- 東5 坂田原中央公園入口（さかたはらちゅうおうこうえんいりぐち）
- 東6 べに花の郷前（べにがなのさとまえ）
- 東7 坂田宮前（さかたみやまえ）
- 東8 加納小学校前（かのうしょうがっこうまえ）
- 東9 護摩堂（ごまどう）
- 東10 舎人スポーツパーク前（とねりすぽーつぱーくまえ）
- 東11 舎人新田（とねりしんでん）
- 東12 大御堂橋入口（おおみどうばしいりぐち）
- 東13 五丁台上（ごちょうだいかみ）
- 東14 五丁台（ごちょうだい）
- 東15 川辺（かわべ）
- 東16 篠津（しのづ）
- 東17 東部工業団地（とうぶこうぎょうだんち）
- 東18 本村（ほんむら）
- 東19 加納天満宮入口（かのうてんまんぐういりぐち）
- 東20 天神（てんじん）
- 東20-2 加納中央（かのうちゅうおう）
- 東20-3 笹原（ささはら）
- 東21 天神交差点（てんじんこうさてん）
- 東22 べに花ふるさと館（べにばなふるさとかん）
- 東24 坂田加納団地入口（さかたかのうだんちいりぐち）
- 東25 コカ・コーラ前（こか・こーらまえ）
- 東26 武蔵野台文化村入口（むさしのだいぶんかむらいりぐち）
- 東27 大加納（おおがのう）
- 東28 堀切（ほりきり）
- 東29 北二丁目（きたにちょうめ）
- 東30 相生町（あいおいちょう）
- 東31 桶川小学校入口（おけがわしょうがっこういりぐち）
- 東32 稲荷通り前（いなりどおりまえ）
- 東33 桶川本町（おけがわほんちょう）

- 東34 坂田原（さかたはら）
- 東35 御ノ木（みのき）
- 東36 西窪台（にしぐぼだい）
- 東37 大之池団地入口（おおのいけだんちいりぐち）
- 東38 明星院前（みょうじょういんまえ）
- 東39 倉田前方（くらたえいかた）
- 東40 倉田入谷（くらたいりや）
- 東41 りんごの家入口（りんごのいえいりぐち）
- 東41-2 小針領家夜回り（こばりりょうけよまわり）
- 東42 氷川諏訪神社入口（ひかわすわじんじゃいりぐち）
- 東43 小針領家本村（こばりりょうけほんむら）
- 東44 小針領家集会所前（こばりりょうけしゅうかいじょまえ）

- 東100 坂田宮前公園前（さかたみやまえこうえんまえ）
- 東100-2 坂田集合保留地（さかたしゅうごうほりゅうち）
- 東100-3 勤労青少年ホーム前（きんろうせいしょうねんほーむまえ）
- 東100-4 坂田保育所（さかたほいくしょ）
- 東100-5 坂田堀ノ内（さかたほりのうち）
- 東101 おけがわ団地南（おけがわだんちみなみ）
- 東102 おけがわ団地中央（おけがわだんちちゅうおう）
- 東103 おけがわ団地集会所前（おけがわだんちしゅうかいじょまえ）
- 東104 おけがわ団地西（おけがわだんちにし）
- 東23 べに花ふるさと館前（べにばなふるさとかんまえ）

- 東105 東二丁目（ひがしにちょうめ）
- 東106 神明郵便局前（しんめいゆうびんきょくまえ）
- 東107 神明一丁目（しんめいいっちょうめ）
- 東108 雷電神社前（らいでんじんじゃまえ）
- 東109 神明二丁目（しんめいにちょうめ）
- 東110 神明二丁目（しんめいにちょうめ）
- 東111 雷電神社前（らいでんじんじゃまえ）
- 東112 神明一丁目（しんめいいっちょうめ）
- 東113 神明郵便局前（さかたゆうびんきょくまえ）
- 東114 南二丁目（みなみにちょうめ）
- 東8-2 加納小学校前（かのうしょうがっこうまえ）
- 東7-2 坂田宮前（さかたみやまえ）

西側
- 西0 桶川駅西口（おけがわえきにしぐち）
- 西1 市民ホール前（しみんほーるまえ）
- 西2 鴨川公園入口（かもがわこうえんいりぐち）
- 西3 鴨川二丁目（かもがわにちょうめ）
- 西4 下日出谷第2公園入口（しもひでやだいにこうえんいりぐち）
- 西5 サン・アリーナ入口（さん・ありーないりぐち）
- 西6 下日出谷（しもひでや）
- 西7 滝の宮（たきのみや）
- 西8 狐塚会館前（きつねづかかいかんまえ）
- 西9 狐塚団地入口（きつねづかだんちいりぐち）
- 西10 桶川西高校入口（おけがわにしこうこういりぐち）
- 西11 薬師堂北（やくしどうきた）
- 西12 薬師堂（やくしどう）
- 西13 熊野神社入口（くまのじんじゃいりぐち）
- 西14 樋詰（ひのつめ）
- 西15 松原（まつばら）
- 西16 いずみの学園前（いづみのがくえんまえ）
- 西17 柏原（かしわばら）
- 西18 三ツ木（みつぎ）
- 西19 城山公園西口前（しろやまこうえんにしぐちまえ）
- 西20 前原（まえはら）
- 西21 原（はら）
- 西22 天沼（あまぬま）
- 西23 前領家（まえりょうけ）
- 西24 生涯学習センター入口（しょうがいがくしゅうせんたーいりぐち）
- 西25 川田谷小学校前（かかわたやしょうがっこうまえ）
- 西26 岡村（おかむら）
- 西27 竹ノ内（たけのうち）
- 西28 諏訪久保（すわくぼ）
- 西29 西中学校入口（にしちゅうがっこういりぐち）
- 西29-2 上日出谷みろく（かみひでやみろく）[弥勒と書いて、みろく]
- 西30 上日出谷（かみひでや）
- 西31 日出谷保育所前（ひでやほいくしょまえ）
- 西31-2 トーハン前（とーはんまえ）
- 西32 日立金属MMCスーパーアロイ前（ひたちきんぞくMMCすーぱーあろいまえ）
- 西33 三共理化学前（さんきょうりかがくまえ）
- 西34 市役所前（しやくしょまえ）
- 西35 桶川中学校前（おけがわちゅうがっこうまえ）

- 西10-2 薬師堂集会所（やくしどうしゅうかいじょ）
- 西10-3 薬師堂東（やくしどうひがし）
- 西10-4 熊野神社前（くまのじんじゃまえ）

- 西36 西台（にしだい）
- 西37 はにわの里前（はにわのさとまえ）
- 西38 東台（ひがしだい）
- 西39 北原（きたはら）
- 西40 市場集会所入口（いちばしゅうかいじょいりぐち）
- 西41 諏訪神社前（すわじんじゃまえ）
- 西42 諏訪野（すわの）
- 西43 本沢（ほんざわ）
- 西44 プラムの里入口（ぷらむのさといりぐち）
- 西45 上日出谷北（かみひでやきた）
- 西46 共済病院前（きょうさいびょういんまえ）
- 西47 南団地前（みなみだんちまえ）
- 西48 二ツ家（ふたつや）

- 西100 サン・アリーナ入口（さん・ありーないりぐち）
- 西101 下日出谷第1公園入口（しもひでやだいいちこうえんいりぐち）
- 西102 第二東観団地入口（だいにとうかんだんちいりぐち）
- 西103 ふるさとホーム桶川前（ふるさとほーむおけがわまえ）
- 西104 日出谷小学校前（ひでやしょうがっこうまえ）
- 西105 殿山（とのやま）
- 西106 殿山団地（とのやまだんち）

- 西107 市民ホール前（しみんほーるまえ）
- 西108 若宮二丁目（わかみやにちょうめ）
- 西109 朝日一丁目（あさひいっちょうめ）
- 西110 朝日東公園入口（あさひひがしこうえんいりぐち）
- 西111 朝日二丁目（あさひにちょうめ）
- 西112 朝日二丁目（あさひにちょうめ）
- 西113 朝日東公園入口（あさひひがしこうえんいりぐち）
- 西114 朝日一丁目（あさひいっちょうめ）
- 西115 朝日中央公園入口（あさひちゅうおうこうえんいりぐち）
- 西116 市民ホール前（しみんほーるまえ）

### バス停番号のアナウンス
バス車内でのそれぞれのバス停番号は、あらかじめ録音されている女性の声のアナウンスである。「東100」の場合は「ひがし、ひゃくばん」のように、間を一旦空けてアナウンスされる。